# 三谷太一郎
三谷 太一郎（みたに たいちろう、1936年9月29日 - ）は、日本の政治学者（日本政治外交史）。勲等は文化勲章。東京大学名誉教授、日本学士院会員、文化功労者。
東京大学法学部教授、東京大学法学部学部長、東京大学大学院法学政治学研究科研究科長、成蹊大学法学部教授などを歴任した。

## 経歴
出生から修学期
1936年、岡山県岡山市で生まれた。1955年に千葉県立千葉第一高等学校を卒業。東京大学法学部に進学し、岡義武に師事した。1960年に東京大学法学部政治学科を卒業。
政治学研究者として
同1960年、東京大学法学部助手に就任。1963年に助教授、1973年に教授昇格。1994年か1996年まで、法学部学部長と法学政治学研究科研究科長を務めた。1997年に東京大学を定年退任し、名誉教授となった。同1997年4月からは成蹊大学法学部教授として教鞭を執った。2002年からは特別任用教授となり、2005年に成蹊大学を退職。以上の在任中、コロンビア大学東アジア研究所（1969-70年）、ハーヴァード大学東アジア研究所（1970-71年）、オックスフォード大学セント・アントニーズ校（1980年）、ロンドン大学東洋アフリカ研究学院（SOAS・1980年）の各校で在外研究を行った。
学界では、2002年12月に日本学士院会員に選出された。

### 委員・役員ほか
- 1983年 文部省大学設置審議会委員（-1988年）
- 1993年 日本政治学会理事長（-1995年）
- 1994年 日本学術会議第16・17期会員（-2000年）
- 2002年 日韓歴史共同研究委員会日本側座長（第1期）
- 2002年 司法改革国民会議運営委員
- 2006年 宮内庁参与（天皇家の相談役）
- 21世紀臨調特別顧問

## 受賞・経歴
受賞
- 1974年：吉野作造賞を受賞。『大正デモクラシー論』に対して。

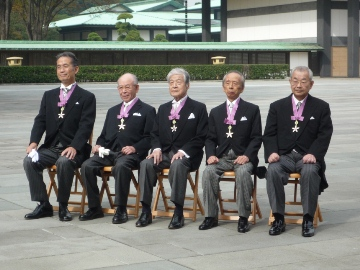
2011年11月3日、文化勲章親授式後の記念撮影にて沖縄科学技術研究基盤整備機構ユニット代表研究者柳田充弘（左端）、名城大学窒化物半導体基盤技術研究センターセンター長赤﨑勇（左から2人目）、日本芸術院会員丸谷才一（中央）、日本芸術院会員大樋年朗（右から2人目）と

栄典
- 2005年 文化功労者
- 2011年 文化勲章[2]

## 研究内容・業績
専門は日本政治外交史。特に大正デモクラシー期の日本政治史研究で知られる。門下生に北岡伸一、五百旗頭薫などがいる。

## 家族・親族
- 父：三谷堅志は弁護士。

## 著作

### 単著
- 『日本政党政治の形成：原敬の政治指導の展開』東京大学出版会(東大社会科学研究叢書) 1967
  - 増訂版 1995年
- 『大正デモクラシー論：吉野作造の時代とその後』中央公論社 1974
  - 改題『新版 大正デモクラシー論：吉野作造の時代』東京大学出版会 1995
  - 第3版 2013年
- 『近代日本の司法権と政党：陪審制成立の政治史』塙書房(塙選書) 1980
- 『二つの戦後：権力と知識人』筑摩書房 1988
- 『近代日本の戦争と政治』岩波書店 1997
  - 選書化 岩波人文書セレクション 2010
- 『政治制度としての陪審制：近代日本の司法権と政治』東京大学出版会 2001
  - 増補版 2013年
- 『ウォール・ストリートと極東：政治における国際金融資本』東京大学出版会 2009
- 『学問は現実にいかに関わるか』東京大学出版会 2013
- 『人は時代といかに向き合うか』東京大学出版会 2014
- 『戦後民主主義をどう生きるか』東京大学出版会 2016
- 『日本の近代とは何であったか：問題史的考察』岩波新書 2017

### 編著
- 『吉野作造』(日本の名著 48) 責任編集、中央公論社 1972
  - 選書化 中公バックス 1984
  - 抄版文庫『吉野作造論集』中公文庫 1975
- 『言論は日本を動かす (1) 近代を考える』講談社 1986
- 『言論は日本を動かす (5) 社会を教育する』講談社 1986

### 共編著
- 『近代日本の政治指導』(政治家研究 2) 篠原一共編、東京大学出版会 1965
- 『大津事件：ロシア皇太子大津遭難』尾佐竹猛共校注・解説、岩波文庫 1991
- 『岩波講座．近代日本と植民地』(全8巻) 大江志乃夫・浅田喬二・後藤乾一・小林英夫・高崎宗司・若林正丈・川村湊共著、岩波書店 1993
- 『岡義武ロンドン日記：1936-1937』篠原一共編、岩波書店 1997
- 『日本の近現代史述 上： 歴史をつくるもの』坂野潤治共著、中央公論新社 2006
- 『古典の扉 第2集』共著[3]、中公クラシックス 別巻 2005

「森鷗外の歴史認識：江戸時代観と同時代観」三谷著
- 『近代と現代の間：三谷太一郎対談集』（東京大学出版会、2018